# A Man Apart
A Man Apart (bra: O Vingador; prt: Um Homem à Parte) é um filme norte-americano de 2003, dos gêneros ação, suspense e policial, dirigido por F. Gary Gray.

## Sinopse
Sean Vetter e Demetrius Hicks, ex-criminosos, são membros da DEA dos EUA e trabalham na fronteira da Califórnia / México. Depois de prender um barão de drogas chamado Memo Lucero, o misterioso "Diablo" começa a assumir o pipeline e território de drogas da Memo e enviar uma mensagem de alerta à DEA, organiza o assassinato de Vetter. O assassinato é frustrado e Vetter sobrevive, mas sua esposa, Stacy, é morta no fogo cruzado.
À procura de vingança, Vetter age fora da lei para punir os assassinos de sua esposa. Para conseguir isso, ele pergunta a Memo, que está agora na prisão, por ajudar a encontrar o Diablo. Depois que a esposa e o filho de Memo também são assassinados pela Diablo, ele concorda em ajudar a Vetter. Com a ajuda de Hicks, Vetter caça todos os membros do cartel do fundo para o topo da hierarquia da organização e descobre que a Memo está ligada às atividades recentes.
Vetter obtém ajuda de Lucero para encontrar Diablo e depois descobre que ele matou o homem da mão direita de Lucero, que estava posando como Diablo. Algum tempo depois, Vetter enfrenta Lucero no México, e Lucero lhe diz que sua arrogância matou Stacy, assim como ele vir a "matar" Lucero. Vetter tira as algemas e repete para Lucero o que Lucero disse a ele: "Se eu quisesse que você estivesse morto. Você seria.", Toneladas de agentes de DEA secretos saem do nada e levam Lucero de volta à custódia. Ficamos com a impressão de que Luceri é Diablo e ele ordenou o golpe de sua própria família e Sean (para escapar da prisão).

## Elenco
- Vin Diesel - Agente Sean Vetter
- Larenz Tate - Agente Demetrius Hicks
- Timothy Olyphant - "Hollywood" Jack Slayton
- Geno Silva - Memo Lucero
- Jacqueline Obradors - Stacy Vetter
- Karrine Steffans - Candice Hicks
- Steve Eastin - Agente Ty Frost
- Juan Fernández de Alarcon - Mateo Santos
- Jeff Kober - Pomona Joe
- Marco Rodríguez - Hondo
- Mike Moroff - Gustavo Leon
- Emilio Rivera - Garza
- George Sharperson - Big Sexy
- Malieek Straughter - Overdose
- Alice Amter - Marta
- Ken Davitian - Ramon Cadena